# Greenville (Wisconsin)
Greenville es un pueblo ubicado en el condado de Outagamie en el estado estadounidense de Wisconsin. En el Censo de 2010 tenía una población de 10.309 habitantes y una densidad poblacional de 111,31 personas por km².

## Geografía
Greenville se encuentra ubicado en las coordenadas 44°17′2″N 88°33′12″O / 44.28389, -88.55333. Según la Oficina del Censo de los Estados Unidos, Greenville tiene una superficie total de 92.61 km², de la cual 92.51 km² corresponden a tierra firme y (0.11%) 0.1 km² es agua.

## Demografía
Según el censo de 2010, había 10.309 personas residiendo en Greenville. La densidad de población era de 111,31 hab./km². De los 10.309 habitantes, Greenville estaba compuesto por el 95.88% blancos, el 0.32% eran afroamericanos, el 0.39% eran amerindios, el 0.94% eran asiáticos, el 0.02% eran isleños del Pacífico, el 1.73% eran de otras razas y el 0.73% pertenecían a dos o más razas. Del total de la población el 3.56% eran hispanos o latinos de cualquier raza.